# Castello di Nordkirchen

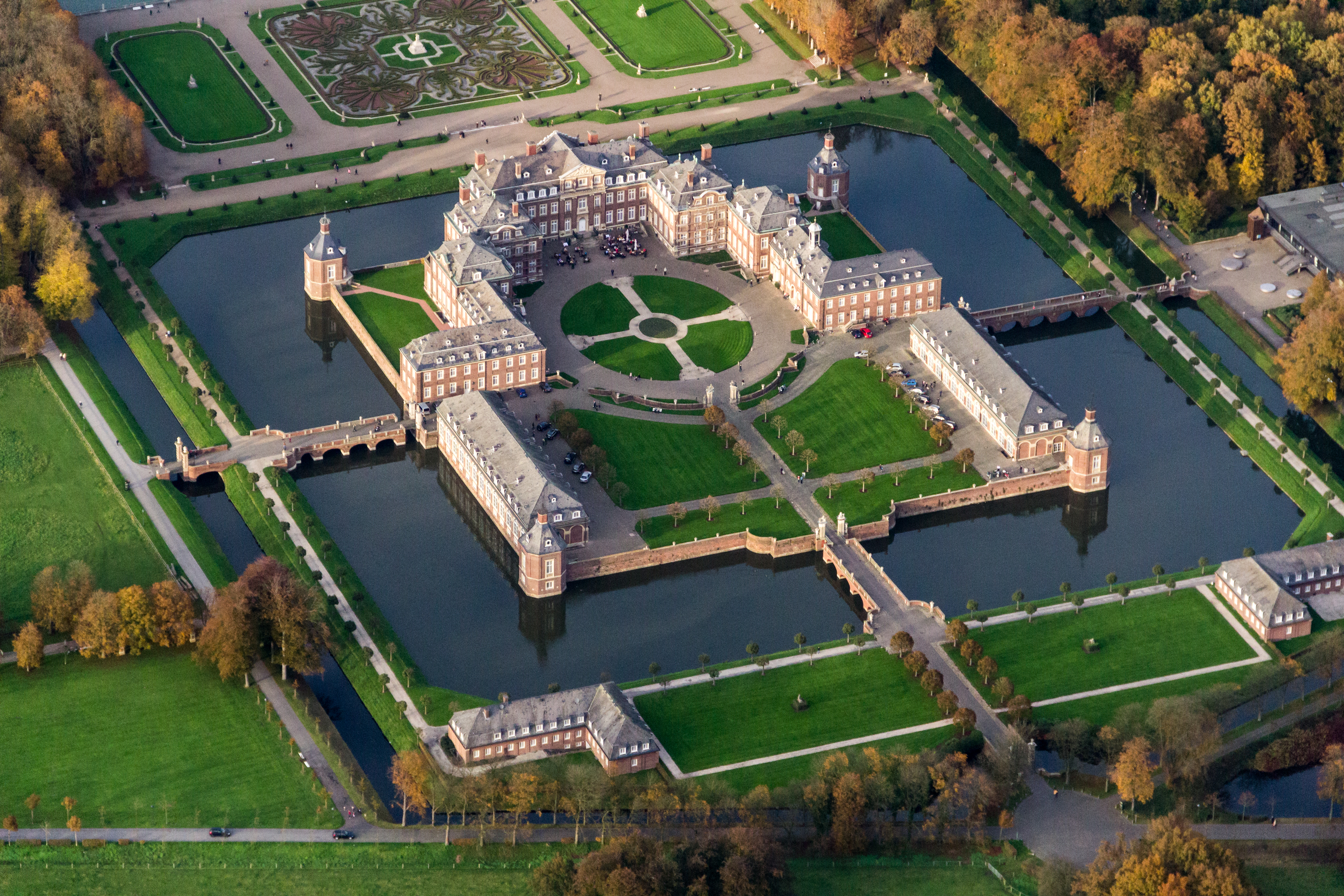
Veduta aerea del castello di Nordkirchen

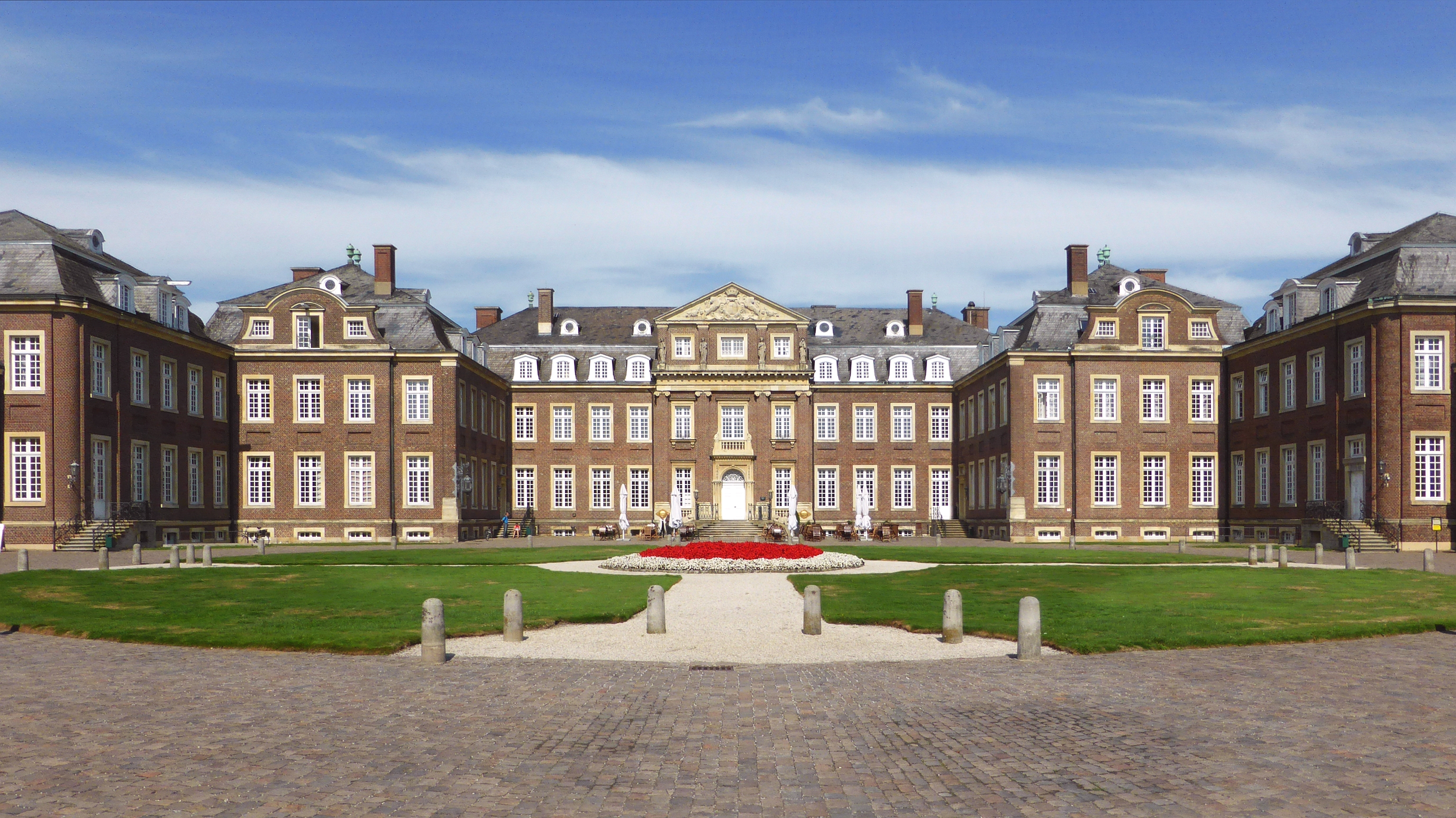
Edificio principale Schloss Nordkirchen

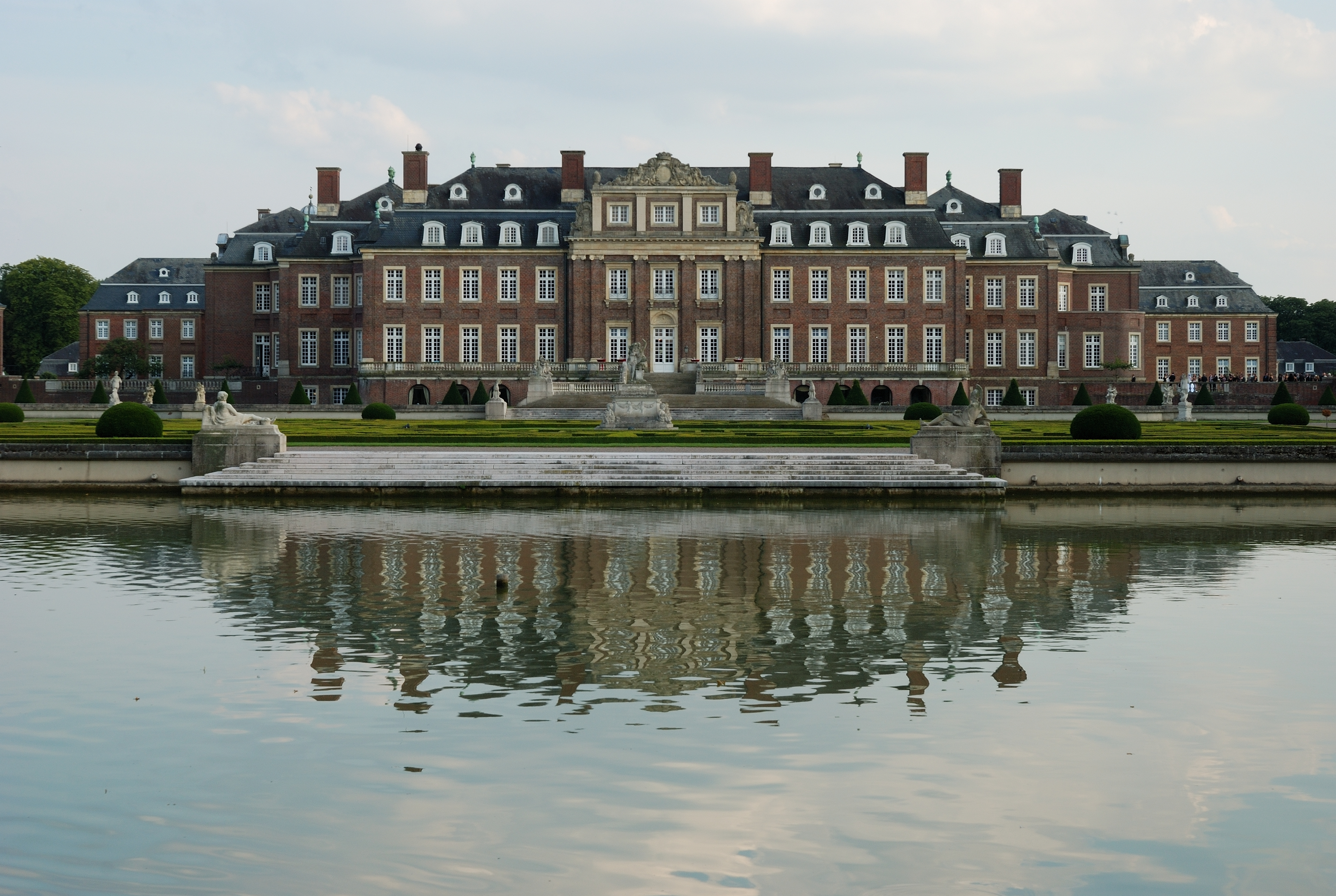
La facciata sui giardini

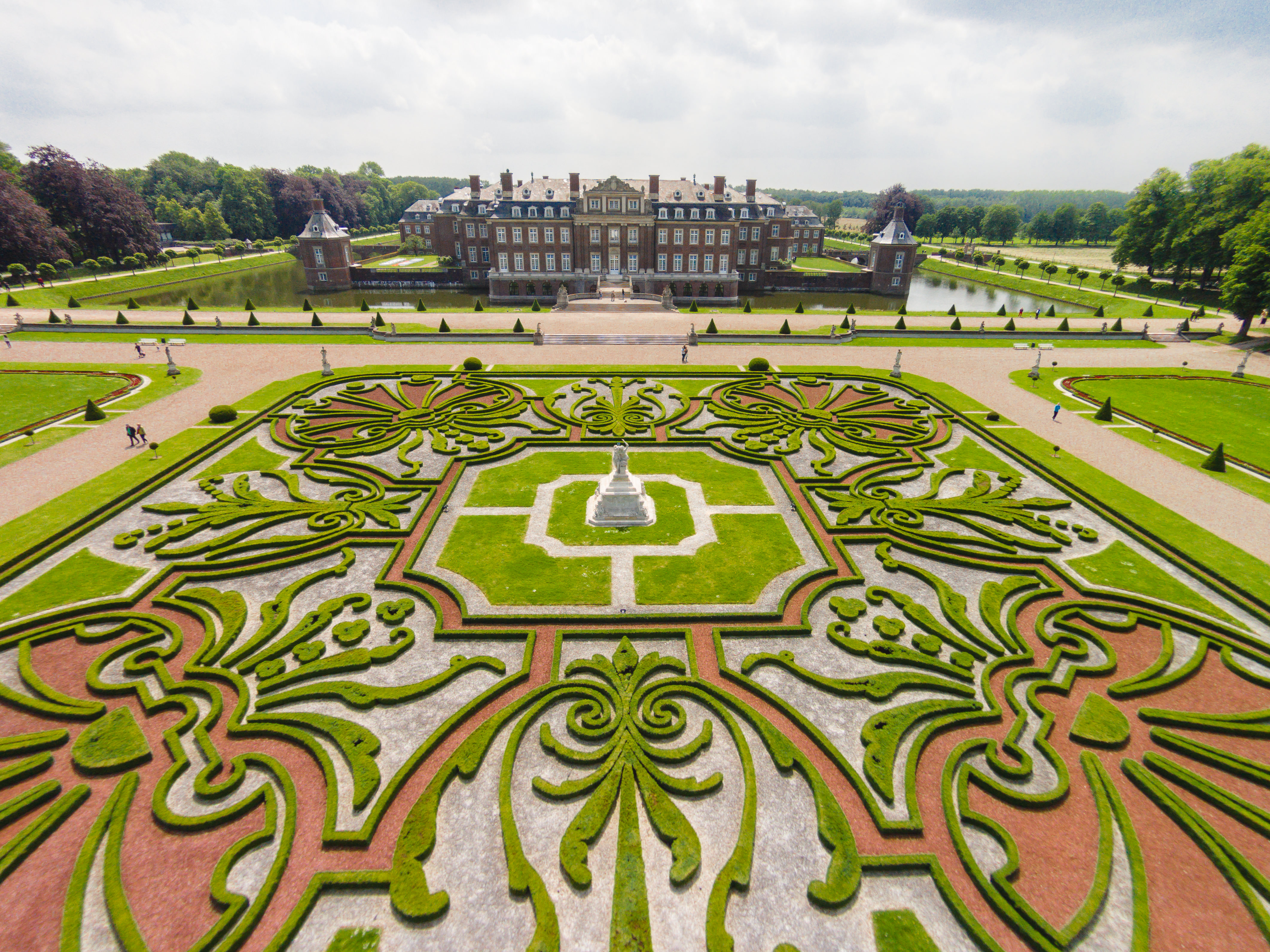
Il parterre

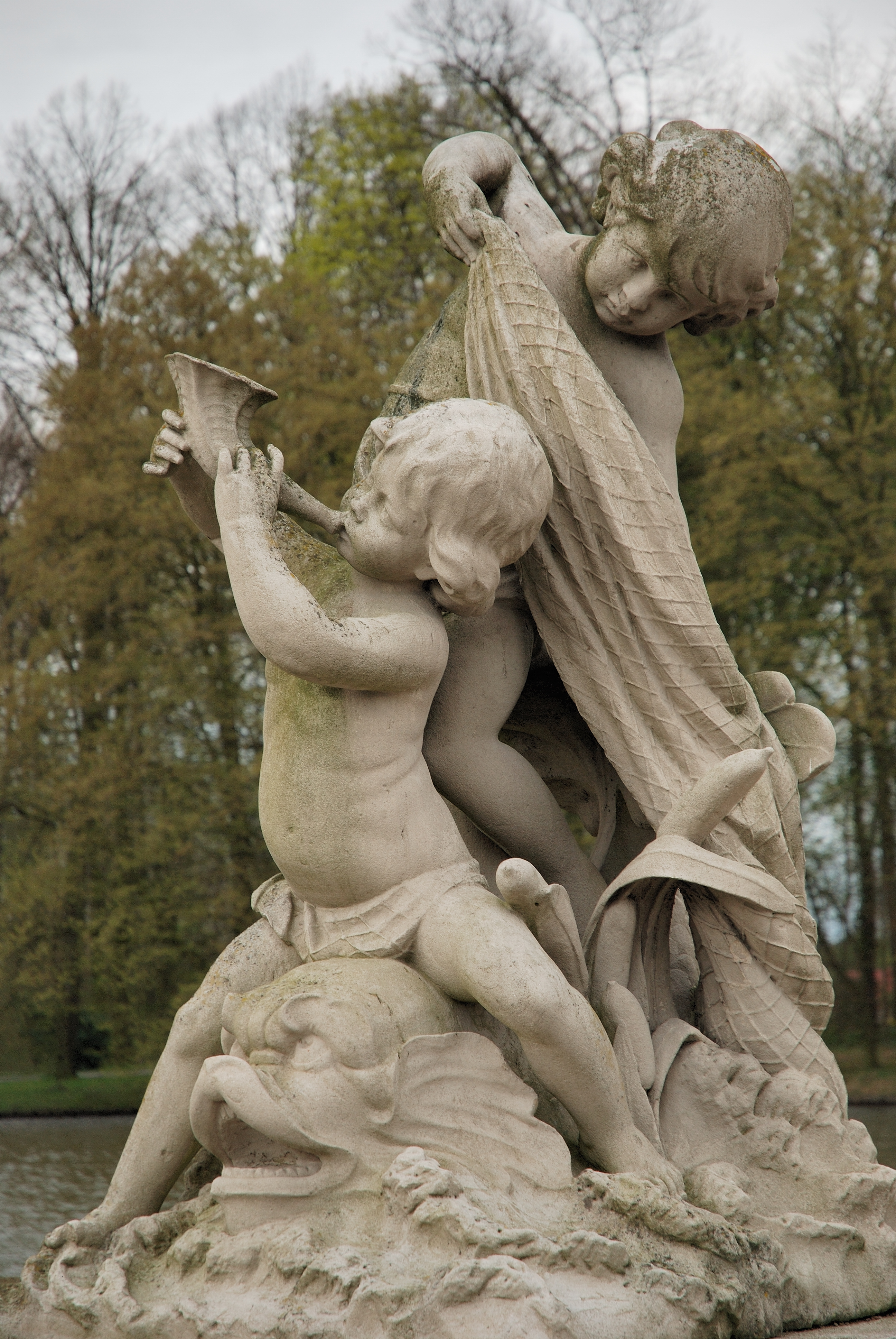
Una scultura nel Parco

Il castello di Nordkirchen (ted. Schloss Nordkirchen) (XVIII secolo) è il più grande tra i castelli sull'acqua del Münsterland, nella Renania Settentrionale-Vestfalia (Nordrhein-Westfalen, Germania nord-occidentale).
Si tratta di un castello barocco, che - per la sua configurazione e i suoi giardini - è definito la "Versailles della Vestfalia". Si trova nella cittadina di Nordkirchen nel Circondario di Coesfeld e fa parte dei cosiddetti "castelli sull'acqua".

## Storia
Il castello barocco oggi visibile venne costruito sulle fondamenta di un preesistente castello fortificato eretto nel XVI secolo dalla famiglia von Morrien.
Tra il 1703 e il 1734 il principe-vescovo di Münster Christian von Plettenberg-Lenhausen e il suo successore Ferdinand von Plettenberg avviarono un'importante campagna di lavori sulla struttura per renderlo idoneo a scopi di rappresentanza; all'edificio vennero aggiunti alcuni piani ed inserite le ali laterali simmetriche, il progetto venne commissionato agli architetti Gottfried Laurenz e Peter Pictorius il Giovane (dal 1704) e poi a Johann Conrad Schlaun (dal 1724) che si ispirarono alla reggia di Versailles.
Dal 1803 la proprietà passò alla famiglia ungherese dei conti Esterházy, in seguito, nel 1903, lo vendettero al duca Engelberto Maria d'Arenberg la cui famiglia lo mantenne fino al 1959 quando fu acquistato dallo stato tedesco della Renania settentrionale-Vestfalia dato che già da tempo all'interno era ospitata la Scuola di scienze economiche (poi divenuta Università e ancora oggi presente). I territori circostanti tra cui i giardini, il parco e il parco dei cervi vennero aggiunti in tempi diversi e seguenti raggiungendo i 1 000 ettari.
Oggi il castello è parzialmente aperto al pubblico per visite guidate e anche il suo giardino, nella Jupiter Saal è presente un ristorante gestito dallo chef Franz Lauter e una cantina in cui degustare vini.
Per finanziare la manutenzione di un parco di simile estensione è stata avviata una campagna denominata "Wedding Trees", rendendo disponibile la cappella, alcuni saloni e il parco per matrimoni ed eventi privati con il cui ricavato piantare nuovi alberi per sostituire quelli malati.

## Architettura
Il castello è in stile barocco "Vestfalia", lo stile è peculiarmente riconoscibile nei tratti architettonici della facciata sia per i decori che per i colori (facciate rosse e tetti scuri, linee dell'architettura più squadrate e diritte) che lo distinguono dal barocco classico (solitamente realizzato in tinte tenui e delicati decori esterni), mentre l'interno è decorato con stucchi, soffitti affrescati e boiserie in legno.
Il palazzo originale, rimaneggiato per armonizzarsi nello stile con il resto delle aggiunte, funge da corpo principale da cui si allargano due ali simmetriche, l'"Ala del Principe Ereditario" e l'"Ala Amministrativa" a loro volta protendendosi ciascuna con un'ala più piccola, l'Ala dei servi" e l'"Ala della cappella" e la struttura forma una U che abbraccia su tre lati il cortile d'onore.
L'edificio sembra sorgere come un'isola rettangolare delimitatada piccoli padiglioni, il tutto è infatti circondato da un largo canale attraversato il quale si può ammirare il parterre con bordure e fontane e statue in marmo della bottega di Johann Wilhelm Gröninger, Panhoff e Charles Manskirch, ancora oltre si allargano 170 ettari di parco all'inglese.